# القطاع الفدرالي (البرازيل)
القطاع الفدرالي (بالبرتغالية: Distrito Federal‏) هو قطاع انشـئ في 21 أبريل 1960 على يدي الرئيس جوسيلينو كوبيتشيك يضم برازيليا عاصمة البرازيل الجديدة لتكون العاصمة الثالثة للبرازيل بعد إنشاء برازيليا ثم نقلت الحكومة كل المكاتب الفدرالية إليها.
تتألف غالبية سكانها من العمال القادمين من الولايات الأخرى الذين بنوا العاصمة وموظفي الحكومة الاتحادية الذين نقلوا إلى العاصمة الجديدة. العاصمة مدينة أنشأت لإقامة الشركات والكنائس والمدارس وما إلى ذلك، لا يوجد فيها أسماء للشوارع، ولكن بدلا من ذلك تسمى الشوارع بواسطة الحروف والأرقام. بنيت المدينة أصلا لتحوي عددا من السكان يصل إلى مليون نسمة.